# Arne Woxberg
Arne Woxberg, född 24 februari 1921 i Hudiksvall, död 17 juli 1993 i Funäsdalen i Tännäs församling, var en svensk teckningslärare, målare och tecknare.
Han var son till folkskolläraren Isidor Woxberg och Signe Viktoria Holm och från 1949 gift med Ingrid Wagenius. Woxberg studerade vid Tekniska skolan respektive Konstfackskolan i Stockholm 1944–1949 där han utexaminerades som teckningslärare. Vid sidan av sitt arbete i Hudiksvall var han verksam som konstnär. Separat ställde han bland annat ut i Härnösand, Karlskoga, Askersund, Karlsborg, Hudiksvall och Bollnäs. Han medverkade i Nationalmuseums utställning Unga tecknare 1946. Hans konst består av landskapsskildringar med motiven hämtade från Härjedalens och Hälsinglands fjällvärld. Som illustratör utförde han illustrationerna till en lärobok i räkning för dövstumma.